# Bètafunctie

Contour plot van de betafunctie

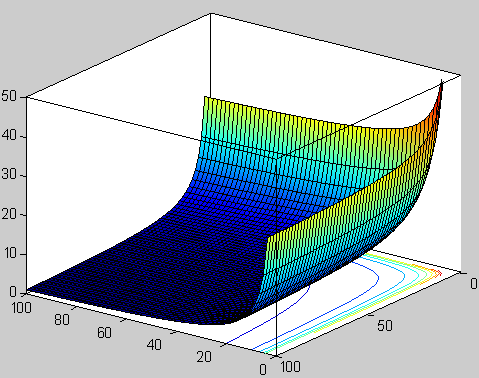
Waarden van de betafunctie in het reële vlak

De bètafunctie van Euler is een speciale functie in de wiskunde, die gedefinieerd is als
{\displaystyle B(x,y)=\int _{0}^{1}t^{x-1}(1-t)^{y-1}\ {\rm {d}}t}
voor complexe getallen {\displaystyle x} en {\displaystyle y} waarvan het reële deel groter is dan 0. Deze functie is symmetrisch in {\displaystyle x} en {\displaystyle y}, wat wil zeggen dat {\displaystyle B(x,y)=B(y,x)}.
De bètafunctie is gerelateerd aan de gammafunctie; er geldt
{\displaystyle B(x,y)={\frac {\Gamma (x)\Gamma (y)}{\Gamma (x+y)}}}
De bètafunctie kan op veel andere manieren geschreven worden:
{\displaystyle \mathrm {B} (x,y)=2\int _{0}^{\pi /2}(\sin \theta )^{2x-1}(\cos \theta )^{2y-1}\ {\rm {d}}\theta ,\quad ({\rm {Re}}(x)>0,\ {\rm {Re}}(y)>0)}
{\displaystyle \mathrm {B} (x,y)=\int _{0}^{\infty }{\frac {t^{x-1}}{(1+t)^{x+y}}}\ {\rm {d}}t\qquad ({\rm {Re}}(x)>0,\ {\rm {Re}}(y)>0)}
{\displaystyle \mathrm {B} (x,y)={\frac {1}{y}}\sum _{n=0}^{\infty }(-1)^{n}{\frac {y^{n+1}}{n!(x+n)}}}
{\displaystyle \mathrm {B} (x,y)=\sum _{n=0}^{\infty }{\frac {n-y \choose n}{x+n}}}
{\displaystyle \mathrm {B} (x,y)={\frac {x+y}{xy}}\prod _{n=1}^{\infty }{\frac {1+{\frac {x+y}{n}}}{(1+{\frac {x}{n}})(1+{\frac {y}{n}})}}}

## Gelijkheden
{\displaystyle \mathrm {B} (x,y)\cdot \mathrm {B} (x+y,1-y)={\frac {\pi }{x\sin(\pi y)}}}
Er is een goniometrische vorm van de Bètafunctie:
{\displaystyle B(x,y)=2\int _{0}^{\frac {\pi }{2}}\ {(\sin t)^{2x-1}(\cos t)^{2y-1}}\ \mathrm {d} t}

## Speciale gevalen
Uit de formule van Euler kunnen de volgende speciale gevallen worden afgeleid:
{\displaystyle \mathrm {B} (x,1-x)=\pi \csc(\pi x)}
Veel bètafunctiewaarden voor rationale getalparen kunnen worden weergegeven met pi en met volledige elliptische integralen van de eerste soort.
{\displaystyle \mathrm {B} \left({\frac {1}{3}},{\frac {1}{3}}\right)=2{\sqrt[{3}]{2}}{\sqrt[{4}]{3}}\ K\left[{\frac {1}{4}}({\sqrt {6}}-{\sqrt {2}})\right]}
{\displaystyle \mathrm {B} \left({\frac {1}{4}},{\frac {1}{2}}\right)=2{\sqrt {2}}\ K\left({\frac {1}{2}}{\sqrt {2}}\right)}
{\displaystyle \mathrm {B} \left({\frac {1}{7}},{\frac {2}{7}}\right)=4{\sqrt[{4}]{7}}\cos \left({\frac {\pi }{14}}\right)K\left[{\frac {1}{8}}(3{\sqrt {2}}-{\sqrt {14}})\right]}
{\displaystyle \mathrm {B} \left({\frac {3}{8}},{\frac {3}{8}}\right)=4{\sqrt[{4}]{8}}({\sqrt {2}}-1)\ K\left({\sqrt {2}}-1\right)}
{\displaystyle \mathrm {B} \left({\frac {2}{15}},{\frac {8}{15}}\right)=3^{3/4}5^{5/12}\sec \left({\frac {\pi }{5}}\right)K\left[{\frac {1}{16}}({\sqrt {10}}-{\sqrt {6}})(3-{\sqrt {5}})(2-{\sqrt {3}})\right]}

## Websites
- MathWorld. Beta Function.